# J. J. Simmons III.
Joseph Jacob Simmons III. (geboren am 26. März 1925 in Muskogee, Oklahoma; gestorben am 19. Dezember 2002 in Washington, D.C.) war ein amerikanischer demokratischer Politiker.

## Leben
J. J. Simmons wuchs als Sohn des afroamerikanischen Ölunternehmers J. J. Simmons auf. Sein Abschluss im Bauingenieurwesen erfolgte 1947 an der University of Detroit. An der Saint Louis University erhielt er 1949 einen Bachelor of Science in Ingenieurgeologie. Danach arbeitete er bis 1961 im Familienunternehmen Simmons Royalty Co. als Vizepräsident und Geologe. Robert F. Kennedy verschaffte ihm 1961 einen Posten im Innenministerium. Dort war er Assistent in der Öl- und Gas-Abteilung, sowie später Leiter der Öl-Import-Verwaltung. 1970 wurde er Cheflobbyist für das Öl-Unternehmen Amerada Hess. 1982 wurde er von Ronald Reagan als Nachfolger von Thomas A. Trantum in die Regulierungsbehörde Interstate Commerce Commission für eine Amtszeit bis zum 31. Dezember 1985 berufen. Seinen Amtseid legte er am 27. April 1982 ab. Am 28. Februar 1983 wurde er zum stellvertretender Minister im Innenministerium unter dem Minister James G. Watt berufen. Während der Minister gegen Umweltaktivisten kämpfte, führte er das Ministerium.
Nach dem Rücktritt des Ministers wurde Simmons am 10. September 1984 erneut in das ICC berufen. Seine Amtszeit wurde 1985 und 1990 verlängert. Er war Mitglied des letzten Leitungsgremiums der ICC und war eines der Mitglieder im neuen Leitungsgremiums der ab 1996 neu geschaffenen Regulierungsbehörde Surface Transportation Board. Im Dezember 1996 beendete er seine Tätigkeit, nachdem vor allem Gewerkschaften den Präsidenten Bill Clinton dazu brachten, ihn nicht erneut zu nominieren. Sein Nachfolger wurde William Clyburn Jr. Danach arbeitete er als Berater für das Transportunternehmen CSX Corporation.
J. J. Simmons war verheiratet und hatte fünf Kinder.